# Azerbaïdjan Radio
La radiodiffusion a commencé en Azerbaïdjan depuis la création de la première station de radiodiffusion commerciale le 6 novembre 1926.

## Histoire
Le 6 novembre 1926, les mots «Parle Bakou!» ont été entendus par des haut-parleurs radio. Le 13 mai 1928, la Charte de la radio est confirmée par le Conseil des commissaires du peuple. En 1957, le Bureau de Radio-Information et Baku Studio ont été unifiés. Le Comité des programmes de radio et de télévision a été créé sous l'égide du Conseil des ministres de la RSS d'Azerbaïdjan. En 2005, par décret du Président de la République d'Azerbaïdjan, la société anonyme fermée «Programmes de la télévision et de la radio azerbaïdjanaise» a été créée sur la base de la Société nationale de télécommunications et de radiodiffusion.
Initialement, le studio de Bakou fonctionnait dans 3 pièces au troisième étage du bâtiment principal de l'Académie nationale des sciences d'Azerbaïdjan. Le premier studio était le point central du réseau de diffusion urbain. Le studio était équipé de grandes lampes à travers le mur. La deuxième pièce était l'entrée du studio où attendaient ceux qui étaient invités à passer à l'antenne. Un petit bateau était assis sur la gauche. Depuis cette cabine, une petite fenêtre a été ouverte pour voir et contrôler l'intérieur du studio. L'appareil comportait une cheminée devant la fenêtre et réunissait le microphone du studio et la ligne de transmission. Le milieu du studio abritait un piano Steinway Royal, avec des chaises près des murs.
En 1930, 269 stations de radio fonctionnaient dans le pays, passant à 20 409 en 1932. La radio a commencé à jouer un rôle dans la culture du développement. En 1936, à la suite du lancement d'une station de radio de 35 kilowatts, des émissions de radio azerbaïdjanaise ont été entendues dans le Caucase, en Ouzbékistan, au Turkménistan et sur la côte est de la mer Noire.
En 1951, les Azerbaïdjanais vivant à l'étranger ont eu accès à des programmes en azerbaïdjanais diffusés quotidiennement pendant une heure. Dans les années 1950, Mukhtar Hajiyev a dirigé cette édition. En 1959, la diffusion en arabe a été lancée.

## Chronologie
- Le 22 avril 1925, le Conseil des commissaires du peuple d'Azerbaïdjan décida de construire une station de radio à large bande à Bakou avec une couverture de 600 mètres cubes.
- Le 13 mai 1928, le Conseil des commissaires du peuple d'Azerbaïdjan a approuvé le Règlement des radiocommunications.
- En avril 1932, l'Autorité de radiodiffusion a été retirée du Comité exécutif central et subordonnée au Conseil des commissaires du peuple.
- Le 5 juillet 1932, l'Azerbaïdjan a décidé de créer le Comité central de radiodiffusion.
- Le 5 mai 1933, le Comité de la radio et de la télévision a été créé au sein du Conseil des commissaires du peuple d'Azerbaïdjan.
- En août 1939, le Comité de la radio et de la télévision est devenu le Comité de l'information radiophonique.
- En 1953, le Comité de la radiodiffusion a été subordonné au Ministère de la culture et a été rebaptisé Département de l'information radiophonique du Ministère de la culture.
- En 1957, la Direction de l'information radiophonique et le Studio de télévision de Bakou ont été fusionnés, et le Comité de la radio et de la télévision sous le Conseil des ministres de la RSS d'Azerbaïdjan a été créé.
- En 1970, le Comité d'État pour la radiodiffusion et la télévision a été créé.
- En 1991, le Comité d'État pour la télévision et la radio est devenu une société.